# تنظيم الطب البديل
بسبب الطبيعة غير المؤكدة للعديد من العلاجات البديلة، والتنوع الواسع للادعاءات التي يقدمها مختلف الممارسين، كان الطب البديل مصدر نقاش حاد، حتى حول تعريف «الطب البديل».  تعتبر المكملات الغذائية، ومكوناتها، وسلامتها، وادعاءاتها مصدرًا دائمًا للجدل. في بعض الحالات، تتعارض القضايا السياسية والطب السائد والطب البديل، كما هو الحال في الحالات التي تكون فيها العقاقير الاصطناعية قانونية، ولكن يتم حظر المصادر العشبية لنفس المادة الكيميائية النشطة.
في حالات أخرى، يثير الجدل حول الطب السائد أسئلة حول طبيعة العلاج، مثل فلورة الماء. يُمكن أن تَمتَد نقاشات الطب البديل والطب السائد أيضًا إلى نقاشات حرية الدين، مثل الحق في رفض العلاج المنقذ للحياة للأطفال؛ بسبب المعتقدات الدينية. يُواصِل المنظمون الحكوميون محاولة إيجاد توازن تنظيمي.
يَختَلف الاختصاص القضائي فيما يَتعَلق بفروع الطب البديل القانونية، والتي يتم تنظيمها، وأيها (إن وجد) يتم توفيرها بواسطة خدمة صحية تسيطر عليها الحكومة، أو يتم سدادها من قبل شركة تأمين طبي صحي خاصة. لجنة الأمم المتحدة للحقوق الاقتصادية والاجتماعية والثقافية - المادة 34 (التزامات قانونية محددة) من التعليق العام رقم. 14 (2000) بشأن الحق في التمتع بأعلى مستوى صحي يمكن بلوغه - ينص على ما يلي:
"وعلاوة على ذلك، تشمل الالتزامات بالاحترام، التزام الدولة بالامتناع عن حظر أو إعاقة الرعاية الوقائية التقليدية، وممارسات الشفاء والأدوية، وتسويق العقاقير "وعلاوة على ذلك، تشمل الالتزامات بالاحترام، التزام الدولة بالامتناع عن حظر أو إعاقة الرعاية الوقائية التقليدية، وممارسات الشفاء والأدوية، وتسويق العقاقيرغير المأمونة، وتطبيق العلاجات الطبية القسرية، إلا على أساس استثنائي لعلاج الأمراض العقلية أو الوقاية من الأمراض المعدية ومكافحتها."
تُترك عمليات التنفيذ المحددة لهذه المادة للدول الأعضاء. تحتفظ حكومتان، تتصرفان بموجب قوانين بلديهما، بمواقع إلكترونية للمعلومات العامة تميز بين «الطب البديل» و «الطب التكميلي». في أمريكا الشمالية، تنص المعاهد الوطنية للصحة (وهي جزء من وزارة الصحة والخدمات الإنسانية الأمريكية) على ما يلي:
تُترك عمليات التنفيذ المحددة لهذه المادة للدول الأعضاء. تحتفظ حكومتان، تتصرفان بموجب قوانين بلديهما، بمواقع إلكترونية للمعلومات العامة تميز بين «الطب البديل» و «الطب التكميلي». في أمريكا الشمالية، تنص المعاهد الوطنية للصحة (وهي جزء من وزارة الصحة والخدمات الإنسانية الأمريكية) على ما يلي:
«غالبًا ما يستخدم الناس كلمتي» بديل «و» تكميلي «بالتبادل، لكن المصطلحين يشيران إلى مفاهيم مختلفة: يشير مصطلح» تكميلي «عمومًا إلى استخدام نهج غير سائد جنبًا إلى جنب مع الطب التقليدي. يُشِير مصطلح «البديل» إلى استخدام نهج غير سائد بدلاً من الطب التقليدي. الطب البديل الحقيقي ليس شائعًا. يَستَخدم معظم الناس مناهج غير سائدة جنبًا إلى جنب مع العلاجات التقليدية. وتَتَداخل الحدود بين الطب التكميلي والتقليدي وتتغير مع مرور الوقت. على سبيل المثال، يتم استخدام الصور الموجهة والتدليك، وكلاهما كان يُعتَبر مكملًا أو بديلًا، بانتظام في بعض المستشفيات للمساعدة في إدارة الألم.»
في الجزر البريطانية، تنص خيارات NHS التابعة للخدمة الصحية الوطنية (إنجلترا) (المملوكة لوزارة الصحة) على ما يلي:
«على الرغم من استخدام مصطلح» التكميلي والبديل «كفئة واحدة، إلا أنه قد يكون من المفيد التمييز بين الطب التكميلي، والطب البديل. هذا التمييز يتعلق بطريقتين مختلفتين لاستخدام هذه العلاجات». «تُستخدم العلاجات أحيانًا لتوفير تجربة ممتعة بحد ذاتها. ويمكن أن يشمل ذلك الاستخدام جنبًا إلى جنب مع العلاجات التقليدية، لمساعدة المريض على التعامل مع حالة صحية. وعند استخدامه بهذه الطريقة، لا يُقصد من العلاج أن يكون بديلاً عن العلاج التقليدي. يقول المركز الوطني الأمريكي للصحة التكميلية والتكاملية (NCCIH) إن استخدام العلاجات بهذه الطريقة يمكن أن يسمى «الطب التكميلي». تُستخدم العلاجات أحيانًا بدلاً من الطب التقليدي، بقصد علاج، أو علاج حالة صحية. تقول NCCIH أن استخدام العلاجات بهذه الطريقة يمكن أن يسمى «الطب البديل». يمكن أن يكون هناك تداخل بين هاتين الفئتين. على سبيل المثال، يمكن استخدام العلاج العطري في بعض الأحيان كعلاج تكميلي، وفي ظروف أخرى يتم استخدامه كعلاج بديل. عادة ما يتم استخدام عدد من العلاجات التكميلية، والبديلة بقصد علاج، أو علاج حالة صحية. ومن الأمثلة على ذلك: المعالجة المثلية، والوخز بالإبر، وتقويم العظام، وتقويم العمود الفقري، والأعشاب».

## الولايات المتحدة الأمريكية
في الولايات المتحدة، تتضمن تحذيرات إدارة الغذاء والدواء عبر الإنترنت للمستهلكين بشأن الاحتيال الصحي للأدوية  قسمًا عن الاحتيال في الطب البديل، مثل تحذير من أن منتجات الأيورفيدا بشكل عام لم تتم الموافقة عليها من قبل إدارة الغذاء والدواء قبل التسويق.

### تكساس
في ولاية تكساس، يمكن حماية الأطباء جزئيًا من تهم السلوك غير المهني، أو عدم ممارسة الطب بطريقة مقبولة، وبالتالي من الإجراءات التأديبية، عندما يصفون الطب البديل بطريقة تكميلية، إذا تم استيفاء متطلبات الممارسة الخاصة بالمجلس، ولم تكن العلاجات المستخدمة موجودة «خطر على سلامة المريض أكبر بشكل غير معقول من العلاج التقليدي للحالة الطبية للمريض».

### كولورادو
تخضع ممارسة الطب البديل في كولورادو لقانون حماية المستهلك للصحة الطبيعية في كولورادو. يَحظُر القانون تقنيات مثل العلاج النفسي أو الجراحة أو القبالة أو طب الأسنان، ولكن بعد الكشف الكامل، يسمح بالعديد من الممارسات البديلة مثل اللون أو العلاج بالروائح التي تعتبر غير ضارة. الأحكام الدقيقة للقانون معقدة.

## نيوزيلندا
في نيوزيلندا، تُصنف منتجات الطب البديل على أنها منتجات غذائية، لذلك لا توجد لوائح أو معايير أمان معمول بها.

## أستراليا
في أستراليا، يُطلق على الموضوع اسم الطب التكميلي وقد أصدرت إدارة السلع العلاجية إرشادات ومعايير مختلفة. تتطلب الإرشادات التنظيمية الأسترالية للأدوية التكميلية (ARGCM) مراقبة مبيدات الآفات، ومواد التبخير، والمعادن السامة، والسموم الميكروبية، والنويدات المشعة، والتلوثات الميكروبية الموجودة في المواد العشبي، على الرغم من أن الإرشادات لا تطلب أدلة على هذه السمات. ومع ذلك، بالنسبة للمواد العشبية في دراسات الأدوية، يجب تقديم المعلومات التفصيلية إلى السلطات المختصة.
يتم تنظيم إنتاج الأدوية الحديثة بشكل صارم لضمان احتواء الأدوية على كمية معيارية من المكونات النشطة وخالية من التلوث. لا تخضع منتجات الطب البديل لنفس معايير مراقبة الجودة الحكومية، ويمكن أن يختلف الاتساق بين الجرعات. هذا يؤدي إلى عدم اليقين في المحتوى الكيميائي والنشاط البيولوجي للجرعات الفردية. هذا النقص في الرقابة يعني أن المنتجات الصحية البديلة عرضة للغش والتلوث. تتفاقم هذه المشكلة بسبب التجارة الدولية، لأن البلدان المختلفة لديها أنواع ودرجات مختلفة من التنظيم. هذا يمكن أن يجعل من الصعب على المستهلكين تقييم مخاطر ونوعية منتجات معينة بشكل صحيح.

## الدينمارك
في الدنمارك، المكملات العشبية والغذائية هي تسمية مجموعة من المنتجات التي تشترك في وضعها كدواء يخضع لقانون الأدوية الدنماركي. يوجد في قانون الأدوية الدنماركي أربعة أنواع من المكملات العشبية والغذائية: المنتجات الطبية العشبية، مستحضرات الفيتامينات والمعادن القوية،  المنتجات الطبية النباتية التقليدية  والمنتجات الطبية المثلية. تندرج بعض المكملات الغذائية  ضمن فئة خاصة من المنتجات، والتي تختلف عن ما سبق من حيث أنها ليست منتجات طبية مرخصة. يتم تنظيم المكملات الغذائية بموجب قانون الغذاء ويتم تسجيلها من قبل الإدارة البيطرية والأغذية الدنماركية.

### المعالجون البديلون
الدنمارك لديها نظام تسجيل لممارسي العلاج البديل، RAB.

## سويسرا
ينص الدستور الاتحادي السويسري على أن على الاتحاد والمقاطعات، في نطاق صلاحياتهم، ضمان إيلاء الاعتبار للطب التكميلي.

## المملكة المتحدة
السلامة والجودة والفعالية هي المعايير الوحيدة التي تأسست عليها تشريعات المملكة المتحدة؛ للسيطرة على الأدوية البشرية. تنظيم الأدوية والأجهزة الطبية، للتأكد من أنها تعمل وآمنة بشكل مقبول، تقع على عاتق وكالة تنظيم الأدوية ومنتجات الرعاية الصحية. يتم تحديد الوضع القانوني للأدوية بموجب قانون الأدوية لعام 1968 وتوجيه المجلس الأوروبي 2001/83/EC الذي يتحكم في بيع الأدوية وتوريدها. يُعد الوضع القانوني للمنتجات الطبية جزءًا من ترخيص التسويق الذي يسمح بتوافر المنتجات بوصفة طبية (يشار إليها باسم الأدوية الموصوفة فقط)، أو في صيدلية بدون وصفة طبية تحت إشراف صيدلي، أو للبيع العام وقابلة للبيع في منافذ البيع بالتجزئة العامة دون إشراف صيدلي.
هناك 12 منظمة في المملكة المتحدة تعرف بمنظمي الرعاية الصحية والاجتماعية. تشرف كل منظمة على واحد أو أكثر من مهن الرعاية الصحية والاجتماعية من خلال تنظيم المهنيين الأفراد في جميع أنحاء المملكة المتحدة. المجلس الطبي العام هو واحد من هؤلاء، للأطباء الممارسين المسجلين والمرخص لهم بالممارسة بموجب القانون الطبي لعام 1983. وتشمل مجالس الممارسين الآخرين مجلس تقويم العمود الفقري العام بموجب قانون تقويم العمود الفقري لعام 1994، ومجلس تقويم العظام العام بموجب قانون تقويم العظام 1993.